# Liste der Baudenkmale in Woodend
Die Liste der Baudenkmale in Woodend umfasst alle vom New Zealand Historic Places Trust (NZHPT) als „Historic Place“ oder „Historic Area“ eingestuften Baudenkmale und Flächendenkmale der neuseeländischen Ortschaft Woodend. Die Angaben stammen aus dem Register des NZHPT. Die Bezeichnungen der Baudenkmale orientieren sich an diesem Register. In die Liste werden auch bekannte Wahi Tapu (Area), kulturell und religiös bedeutsame Stätten und Gebiete der Māori, aufgenommen. Sie werden jedoch meist nicht publiziert.

| Bild | Bezeichnung                    | Ort     | Anschrift                                 | Beschreibung                                                           | Bauzeit | Eintrag           | Nummer | Kat. |
| ---- | ------------------------------ | ------- | ----------------------------------------- | ---------------------------------------------------------------------- | ------- | ----------------- | ------ | ---- |
| BW   | Mairangi Homestead and Stables | Woodend | Parsonage Road Karte (ungenau)            | Wohnhaus und Stall einer Farm                                          | 1875    | 23. Juni 1983     | 3076   | 2    |
| BW   | Kaiapohia Monument             | Woodend | 10 Preeces Road Karte                     | Schrifttafel auf Maori                                                 | 1898    | 6. September 1984 | 3793   | 2    |
| BW   | Methodist Church               | Woodend | 86 Main North Road, State Highway 1 Karte | Kirche, methodistische                                                 | 1911    | 6. September 1984 | 3795   | 2    |
| BW   | St Barnabas Church (Anglican)  | Woodend | 147 Main North Road Karte                 | Kirche, anglikanische                                                  | 1932    | 6. September 1984 | 3797   | 2    |
| BW   | Woodend Orchard House          | Woodend | 128 Main North Road Karte                 | Wohnhaus                                                               | 1860    | 6. September 1984 | 3799   | 2    |
| BW   | Kaiapohia                      | Woodend | Preece Road Karte                         | für die Maori bedeutsame Stätte; Archaeological Association Site M35/7 | n.a.    | 2. Juni 1994      | 5733   | 2    |